# بليندا هيجارد
بليندا ماجاريتا هيجارد (بالسويدية: Margareta Hegardt)‏ (13 يناير 1932 - 22 يونيو 2005) دبلوماسية سويدية. كانت القنصل السويدي العام في لوس أنجلوس 1983-1989 ، وسفير السويد في دبلن 1989-93 والقنصل العام في هامبورغ 1993-1997.

## حياتها المهنية
وُلدت هيجارد في غوتنبرغ بالسويد، وهي ابنة القاضي كارل هيجارد وزوجته بليندا (كوخ نيش). حصلت على درجة الدكتوراه في القانون من جامعة لوند في عام 1958 واتمت دراستها الجامعية في الفترة من عام 1959 إلى عام 1961. شغلت هيجارت منصب سكرتير جمعية أرباب العمل السويديين في عام 1961 ، ومساعد مدير في عام 1966. كانت مديرة أمانة سياسات التعليم في عام 1971 ، ونائبة مدير في عام 1976 وأصبحت ملحقة اجتماعية في الوفد السويدي في بروكسل وفي السفارات السويدية في بروكسل ولاهاي وباريس في عام 1975. كانت هيجارد مستشارًا للعمل هناك في عام 1977 ، وأمينًا للدولة في وزارة التجارة من عام 1978 إلى عام 1979 ، ومن 1981 إلى 1982. كما كانت نائبًا لوزير الدولة للشؤون الخارجية في وزارة الشؤون الخارجية 1980-1981. أصبحت هيجارد القنصل العام في لوس أنجلوس 1983-1989 وسفيرًا في دبلن من 1989 إلى 1993.  ومن ثم القنصل العام في هامبورج من عام 1993 حتى عام 1997. 
كانت عضوًا في مجلس إدارة مجلس أسواق العمل ( Arbetsmarknadens kvinnonämnd ) منذ عام 1967 وعضوا في مجلس تدريب موظفي الخدمة المدنية في الصناعة ( Rådet för tjänstemannautbildning inom industrin ) منذ عام 1969.  كان هيجارت عضوة وخبيرة في العديد من اللجان والوكالات الحكومية في مجال سوق العمل والتجارة الخارجية والسياسة الاجتماعية وسياسة التعليم ونفس الأمر في الهيئات المشتركة والشركاء في سوق العمل. كانت ممثلة للسويد في مختلف هيئات منظمة التعاون والتنمية في الميدان الاقتصادي ، ومجلس التنمية الصناعية والتعاون في بلدان الشمال الأوروبي والعديد المجالس الأخرى. 
في عام 1989 ، حصلت على الدكتوراه الفخرية في القانون من جامعة كاليفورنيا اللوثرية (CLU) بسبب مساهماتها كموظفة أجنبية في أوروبا والولايات المتحدة .   عادت هيجارد، التي شغلت منصب الدبلوماسي الأول في الإقامة في الجامعة خلال شهرين خلال الفصل الدراسي في ربيع 1998 ، إلى جامعة كاليفورنيا اللوثرية في الفصل الدراسي في ربيع عام 1999 ، حيث قامت بتدريس دورة بعنوان «أوروبا في مرحلة الانتقال: الأبعاد الاقتصادية والسياسية والثقافية للتكامل الأوروبي». وأجرت سلسلة من الندوات في الحرم الجامعي وقادت المناقشات كمحاضرة ضيف في صفوف الدراسات العليا والجامعية.  أسّست هيجاردت منتدى النساء السويديات، وهي شبكة متعددة المهن لتبادل الخبرات ودعم النساء اللاتي يشغلن وظائف عالية. 

## الحياة الشخصية
في الفترة ما بين 1955 و 1960 ، كانت هيغاردت متزوجة من السفير كارل أندرس فولتر (من مواليد 1927) ، وهو ابن المحرر كييل فولتر وزوجته إلسا (أي إيكوال). تزوجت في الفترة بين 1962 و 1962 المدعي العام لارس دالغرين (من مواليد 1931) ، وهو ابن رئيس الأطباء لارس دالغرين وآينا، ني سفينسيليوس.   توفيت هيجارد في عام 2005 ودفنت في أوسترا كيركوغاردن في غوتنبرغ. 

## روابط خارجية
- بليندا هيجارد على موقع قاعدة بيانات الأفلام السويدية (السويدية)